# Gole del Calore
Le Gole del Calore sono una serie di cinque profonde incisioni scavate nella roccia dalle acque correnti del fiume Calore Lucano. Sono situate nella parte alta della Valle del Calore, nel territorio del Parco nazionale del Cilento e Vallo di Diano e sono caratterizzate da suggestive escavazioni con pareti rocciose che si abbassano a picco. 

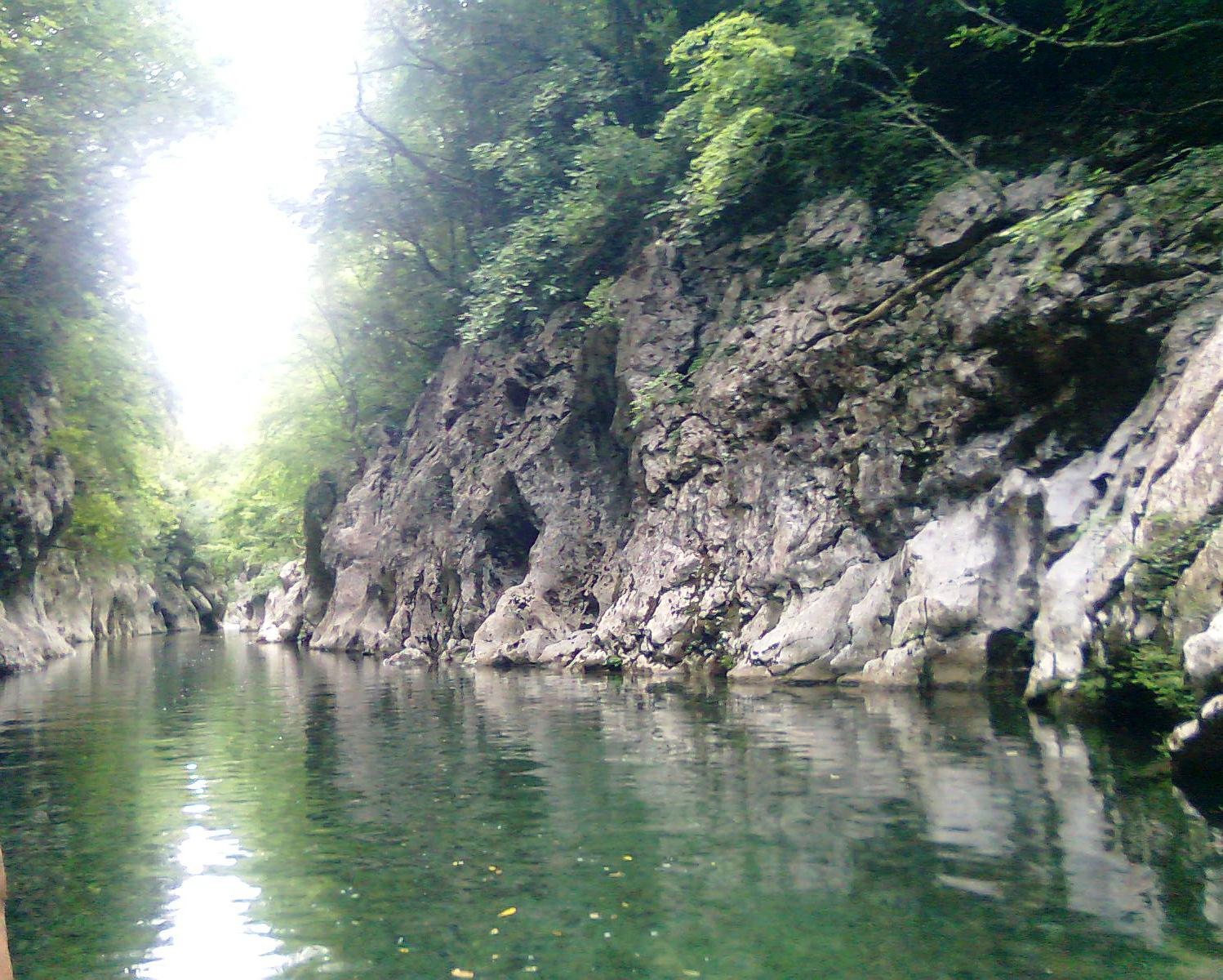
Un tratto delle Gole del Calore visitabile presso la località Remolino di Felitto.

## Percorso e caratteristiche
Le pareti calcaree di queste gole, che in alcuni punti raggiungono anche l'altezza di qualche decina di metri, si presentano generalmente umide e poco soleggiate e la loro formazione è stata favorita dalla presenza di numerosi rupi e pareti rocciose che contraddistinguono la prima parte del corso del fiume Calore Lucano.
Partendo dalle sorgenti del fiume Calore e seguendo il percorso dell'acqua corrente verso il mare, la prima gola che si incontra è quella che si prolunga per alcuni chilometri a monte del paese di Piaggine, costituita da alte pareti calcaree che precipitano a capofitto sulle anse del fiume Calore che si snodano alle falde del monte Cervati.
Dopo aver attraversato Piaggine e il suo ponte medievale, tra il comune di Valle dell'Angelo e la località Lazzine, si incontra la seconda gola formata da una parete costituita dal monte Pescorubino che incombe sul fiume.
La terza gola si trova invece a valle del paese di Laurino ed è caratterizzata da una fitta vegetazione; sono anche qui ubicati due ponti medievali.
Dopo la terza forra il fiume si apre e si dipana per un tratto, prima di insinuarsi sotto le rupi successive al ponte medievale di Magliano Nuovo tra i monti Ceglie e Faito, dove ha sede la quarta gola che attraversa anche il territorio del comune di Felitto in località Remolino.
Dopo la quarta forra, dopo un breve tratto aperto del fiume, troviamo immediatamente la quinta gola, posta sotto una rupe a picco sulla cui sommità è situato il paese di Felitto.
Una particolarità delle quarta e quinta gola del Calore è rappresentata dalle cosiddette "marmitte dei giganti" che sono degli enormi fori circolari presenti sulle rocce delle gole a diretto contatto con l'acqua torrenziale che vengono formati, durante le piene, da mulinelli d'acqua generati dalla forza della corrente fluviale.
La quarta di queste gole può essere visitata con due possibili sentieri. Il primo parte da Magliano Nuovo, attraverso il percorso Magliano Nuovo - Postiglione, sentiero sempre aperto e che permette appunto di visitare interamente le gole con un impegnativo percorso di trekking partendo dal ponte medievale di Magliano Nuovo, con cui alla fine si raggiunge la località "Remolino" di Felitto. Invece il secondo sentiero è accessibile nel periodo estivo tramite un accesso situato nella località Remolino nel comune di Felitto, nel Parco nazionale del Cilento e Vallo di Diano con cui alla fine si raggiunge il ponte medievale di Magliano. Sono inoltre accessibili dei percorsi fluviali che consentono di ammirare un tratto della gola attraverso canoa.
Lungo il corso della quarta e quinta gola sono presenti numerose attrattive naturali come il "ponte di petratetta" formato da un enorme masso incastrato tra le pareti rocciose e sospeso sopra il percorso del fiume, la "grotta di Bernardo" che secondo la leggenda prende il nome da un brigante che l'avrebbe abitata, e numerose architetture del passato quali, ad esempio, il ponte medievale di Magliano Nuovo, la diga e i ruderi della centrale idroelettrica di Remolino.
Dopo la quinta forra, dov'è ubicato il ponte medievale di Felitto, il corso del fiume non è più imprigionato tra rupi e pareti rocciose, le sponde si aprono e non si incontra più nessuna gola lungo il percorso fluviale.

## Flora e fauna
Le Gole del Calore si presentano molto interessanti dal punto di vista naturalistico. Nell'ambiente circostante è stata riscontrata la presenza della lontra, della trota fario, del merlo acquaiolo, del martin pescatore, e della salamandra dagli occhiali. Assai ricca e variegata si presenta anche la flora del sottobosco in cui sono presenti la valeriana, le felci, il pungitopo, l'aconito, le bacche di mirto e molte altre specie.